# 조개잡이

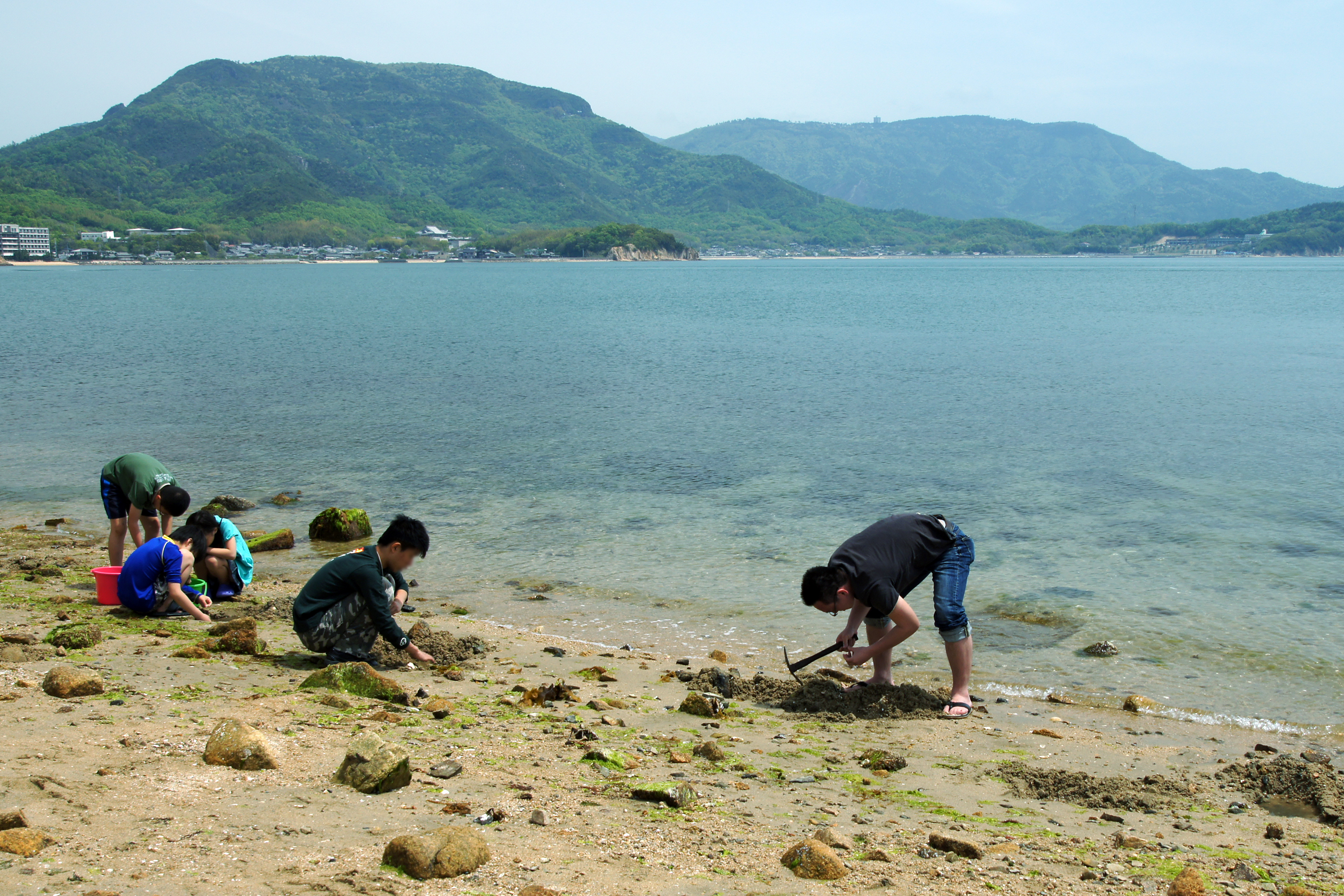
일본 가가와현의 쇼도섬에 있는 "에인절 로드"에서 사람들이 조개잡이를 하고 있다.

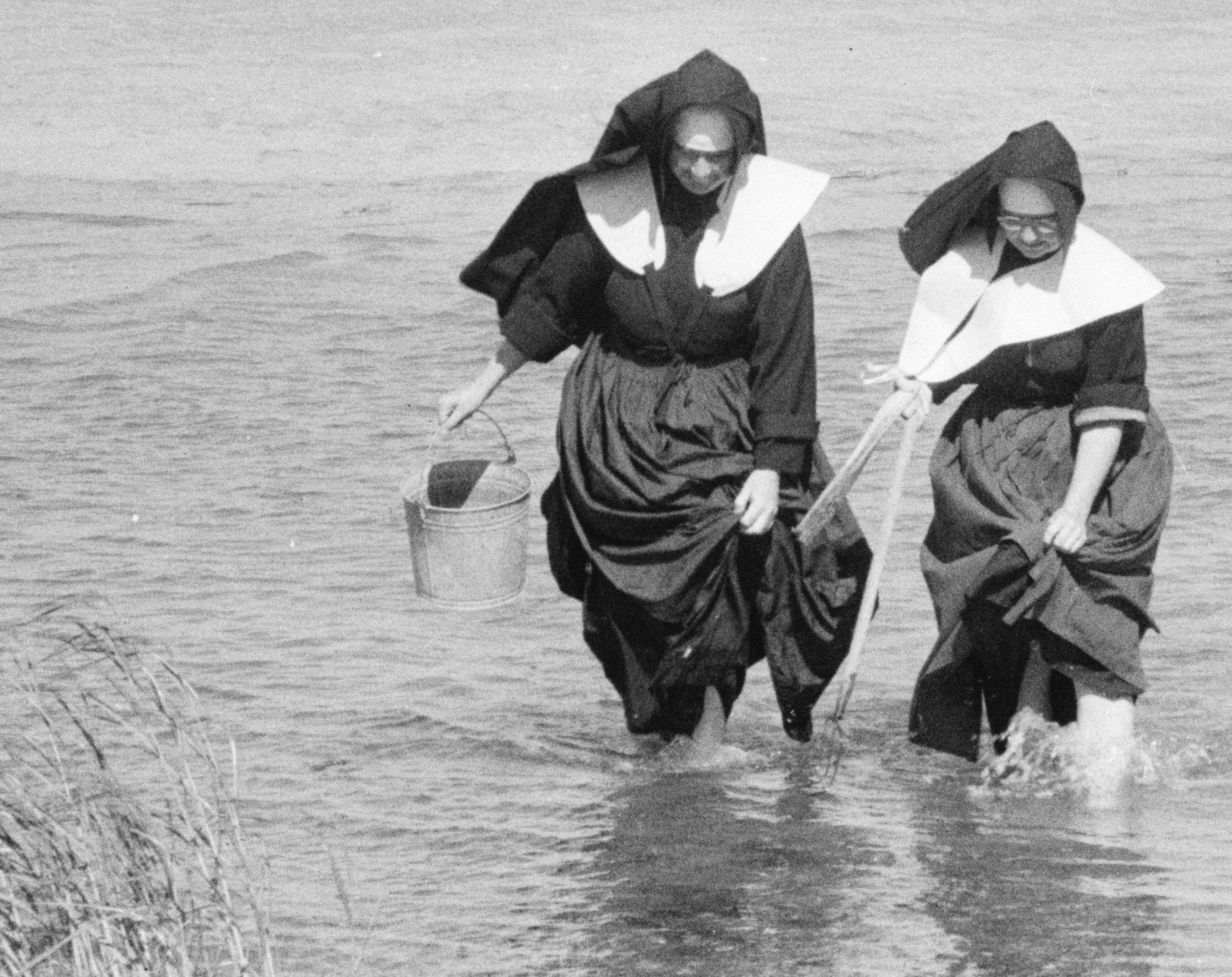
1957년, 롱아일랜드에서 조개를 캐는 해녀들의 모습.

조개잡이는 해변에서 모래 속에 묻힌 조개를 캐는 놀이를 가리킨다. 원래는 먹을 목적이나 시장에 내다 팔 목적으로 어민들이 조개를 캐는 것을 가리켰지만, 현재는 관광객들을 끌어모으기 위해 조개를 인위적으로 바닷가에 방류한 다음 행사로 여는 경우도 있다.

## 같이 보기
- 《진주조개잡이》 - 어부가 조개잡이를 하는 모습을 묘사한, 조르주 비제의 가곡이다.